# Cyrix 6x86

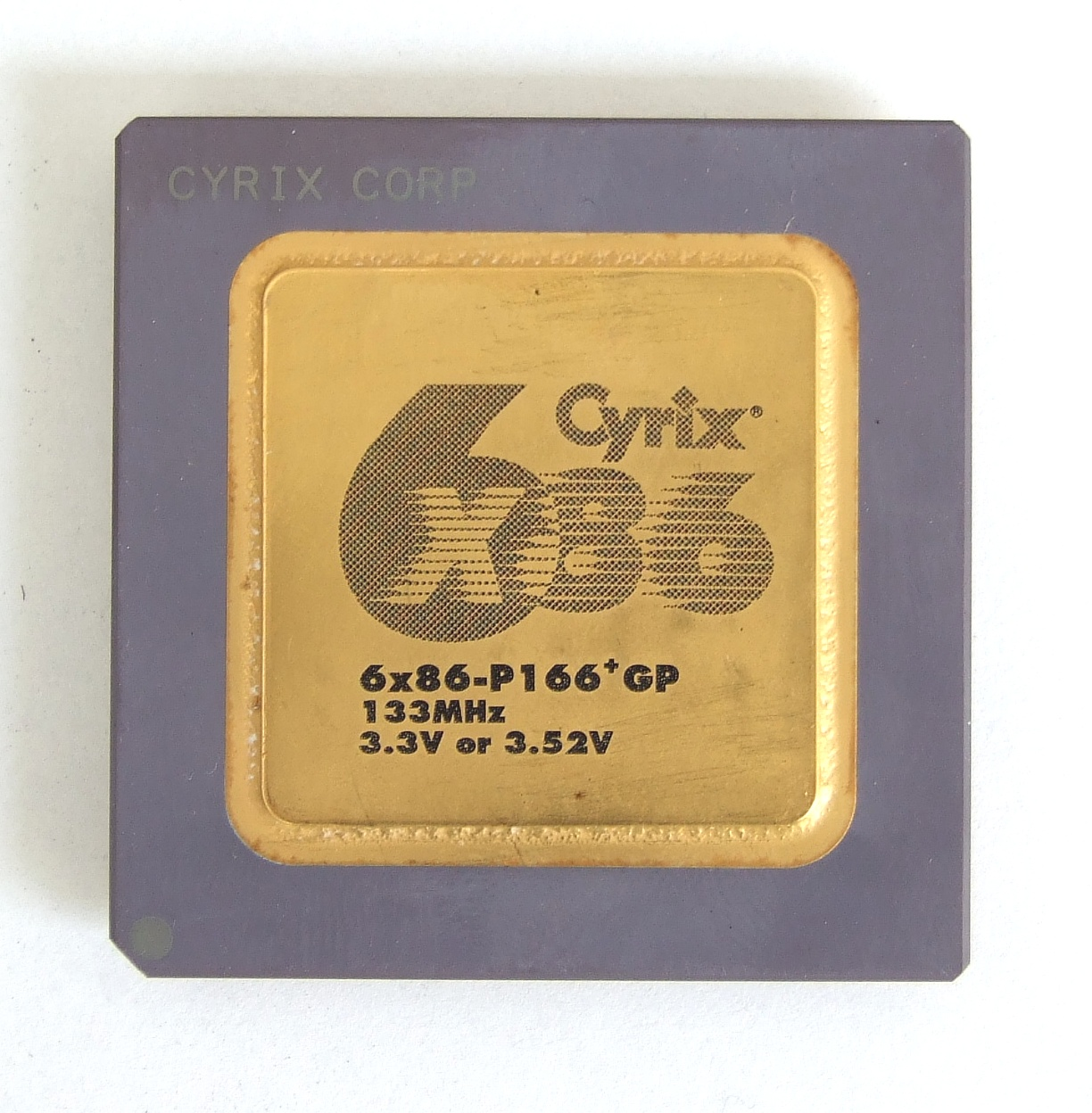
Cyrix 6x86-P166处理器

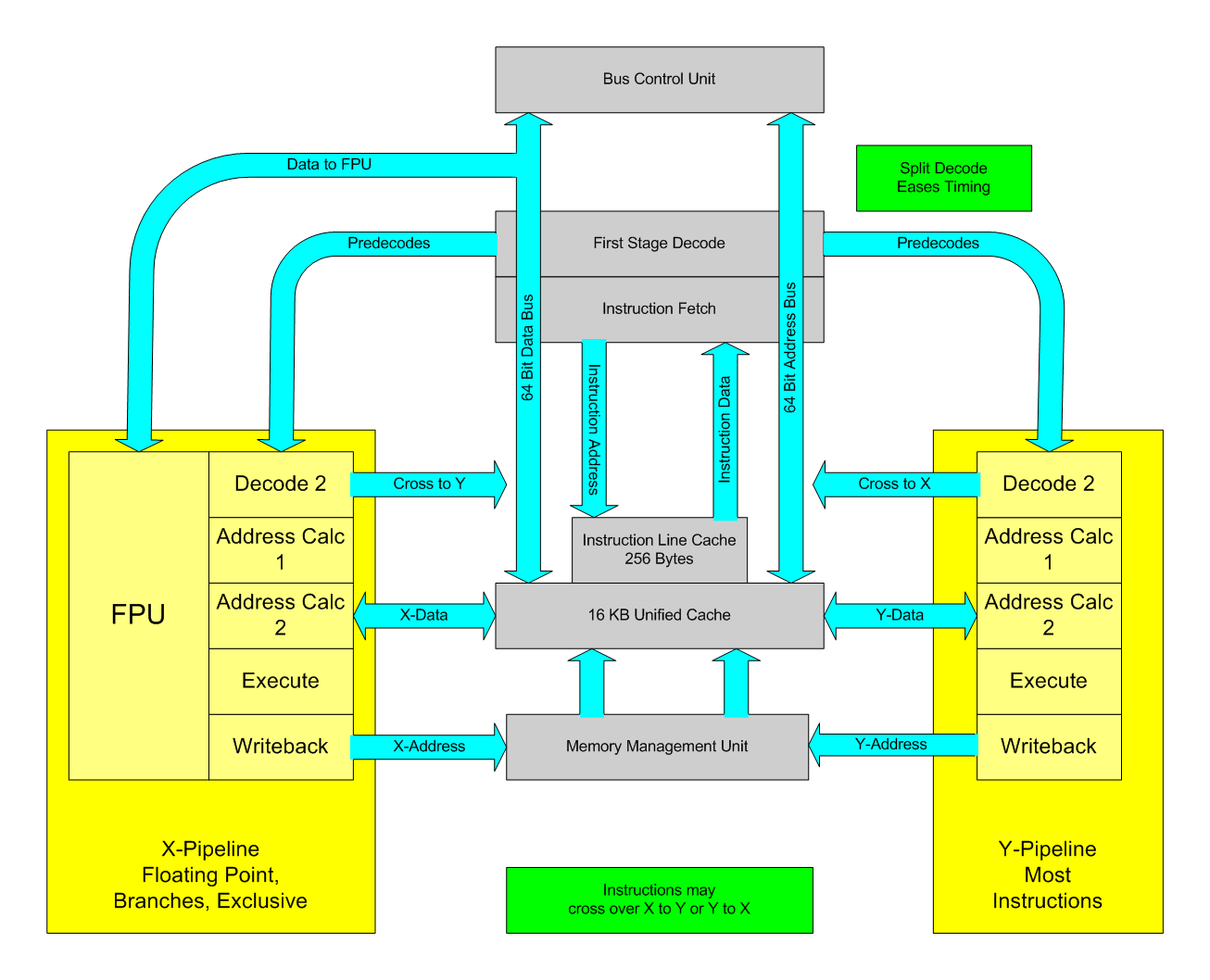
Cyrix 6x86 架构

Cyrix 6x86是一顆第六代、32位元、x86架构的微處理器，是由Cyrix公司所設計，並由IBM、SGS-Thomson所生產，於1996年發表。

## 架構
6x86在架構設計上結合了RISC與CISC的角度觀點，使其具有一個超純量、超管線的執行核心，並具有暫存器更名（或稱：暫存器重新命名）、猜測執行、亂序執行（也稱：超序執行）、資料相依排除等特性，同時仍可持續原生執行x86指令，這些設計與Centaur公司的WinChip處理器相似，但與Intel公司的Pentium Pro之後，以及AMD公司的K5之後的處理器不同，Intel、AMD的作法已是將CISC指令全面轉化成RISC型態後才加以執行。
Cyrix 6x86不支援多處理器架構。

## 核心的修訂
6x86L是Cyrix公司在推出6x86後，針對散熱問題所推出的修訂版，其中「L」的原意是「Low-power，低用電、低功耗」。除此之外更後續的一個發表是6x86MX，主要是加入了MMX多媒體指令集的執行功效，以及加入特有的EMMI指令集，另外也將第一階快取記憶體的記憶容量擴增至64KB，此後也將改名為MII,Cyrux方面認為6x86MX在效能上能與Pentium II處理器競爭，因此才改稱MII。
6x86的接替者：MII過晚進入市場，同時在運作時脈上也無法拉高。Cyrix已在6x86時代犯下錯誤，與AMD在K5時所犯的錯誤相近，那就是過於專注每單次運作時脈下的整數執行效能表現，勝過於時脈頻率的提升性。因此6x86與MII只能在低階市場中具競爭力，因為後續的AMD K6、Intel Pentium II等一直積極在時脈速度上領先，除這些外，浮點運算單元的效能有限，以及在同價位下整數運算表現也不如新推出的Intel Pentium Pro、AMD K6等，自此在效能上便再也沒有競爭力。

## 外部連結
- Cyrix 6x86 ("M1")（页面存档备份，存于） at PCGuide
- cpu-collection.de（页面存档备份，存于） Cyrix 6x86 processor images and descriptions
- Paul Hsieh's 6th Generation x86 CPU Comparison（页面存档备份，存于） in-depth analysis of 6th generation x86 CPUs, including the 6x86MX.
- Cyrix M1 stats at Sandpile.org

本條目部分或全部内容出自以GFDL授權發佈的《自由線上電腦詞典》（FOLDOC）。